# Teenage Dirtbag (film)
Pour plus de détails, voir Fiche technique et Distribution.
Teenage Dirtbag est un film américain sorti en 2009, avec Scott Michael Foster et Noa Hegesh et réalisé par Regina Crosby. Le film est distribué aux États-Unis par Vivendi Entertainment et Lightyear Entertainment.

## Synopsis
Amber, une pom-pom girl populaire se lie d'amitié avec Thayer, un jeune délinquant après qu'ils se sont assis côte à côté dans deux cours. En partageant un livre de cours, ils apprennent peu à peu à se connaitre.

## Fiche technique
- Montage : Andrea Trillo
- Production : Chris Aagaard et Seth Caplan
- Sociétés de distribution : Vivendi Entertainment ; Lightyear Entertainment
- Langue : anglais